# Maréchal, nous voilà !
Marèchal, nous voilà ! (in italiano "Maresciallo, eccoci!") è una canzone francese dedicata al maresciallo Philippe Pétain.
Il testo venne scritto da Andrè Montagnard, al quale fu attribuita, assieme a Charles Courtioux, anche la composizione della musica. Durante la Repubblica di Vichy fu eseguita in molte occasioni pubbliche in Francia e Algeria e divenne concorrente de La Marsigliese come inno nazionale, pur restando ufficiale sempre quest'ultimo.
La marcia, composta ufficialmente nel 1941, si scoprì poi essere un plagio della canzone del polacco Casimir Oberfeld, chiamata La Margoton du bataillon; lo stesso Oberfeld morì nel 1945 ad Auschwitz.

## Nella cultura popolare

### Cinema
- 2003 : Les Choristes - I ragazzi del coro di Christophe Barratier – Colonna sonora.
- 2011 : La guerre des boutons di Yann Samuell – Colonna sonora.
- 2011 : La guerre des boutons di Christophe Barratier – Colonna sonora.
- 2016 : Il viaggio di Fanny di Lola Doillon – Colonna sonora.

### Letteratura
- Nel romanzo di Pierre Cormon Le Traître, la canzone suona regolarmente in un ristorante del Cairo nel 2002.

### Fumetti
- Maréchal, nous voilà di Laurent Rullier (sceneggiatura) e Hervé Duphot (disegno e colore); volume II della serie Les combattants, Parigi, Delcourt, 2012

### Televisione
- 1991: Les Chansons rétros, sketch filmato da Les Inconnus, parodia.